# El Lolo
El Lolo är en ort i Honduras.   Den ligger i departementet Departamento de Francisco Morazán, i den sydvästra delen av landet, 8 km nordväst om huvudstaden Tegucigalpa. El Lolo ligger 1 551 meter över havet och antalet invånare är 1 438.
Terrängen runt El Lolo är huvudsakligen kuperad. El Lolo ligger uppe på en höjd. Runt El Lolo är det mycket tätbefolkat, med 6 711 invånare per kvadratkilometer. Närmaste större samhälle är Tegucigalpa, 7,5 km sydost om El Lolo. 